# Lunar Data Network
Das Lunar Data Network (LDN, etwa: Monddatennetzwerk) ist ein geplantes System zur Übertragung von Daten zwischen der Erde und dem Mond. Es soll aus der Khonstellation – einer Konstellation von fünf Mondsatelliten – und neun Bodenstationen auf der Erde bestehen. Die Satelliten würden als Relaisstation für Raumsonden im Mondorbit und auf der Mondoberfläche genutzt. Zusätzlich können sie wissenschaftliche Instrumente und weitere Nutzlasten tragen. Entwickler und angehender Betreiber des Systems ist das US-amerikanische Raumfahrtunternehmen Intuitive Machines.
Die LDN-Satelliten sollen nach und nach zusammen mit Mondlandern des Unternehmens gestartet werden, beginnend mit der für 2026 geplanten Mission IM-3. Ursprünglich war der Start des ersten Satelliten namens Khon1 für die Mission IM-2 geplant. Die Satelliten sollen in einem Frozen Orbit um den Mond positioniert werden.